# صالح زياد الغامدي
صالح زياد الغامدي، أستاذ جامعي وباحث وناقد سعودي، ولد في قرية الراعب في منطقة الباحة عام 1382هـ (1962م). وأول رئيس لجمعية الأدب التي أسست في سبتمبر 2021م.

## التعليم
- حصل على شهادة الثانوية من معهد الباحة العلمي عام 1400هـ (1982م).
- حصل على شهادة البكالوريوس في اللغة العربية من قسم اللغة العربية وآدابها في فرع جامعة الإمام محمد بن سعود في أبها، في 26/ 8/ 1404هـ (1984م).
- حصل على شهادة الماجستير في النقد الأدبي من كلية اللغة العربية، بجامعة الإمام محمد بن سعود بالرياض، وكانت رسالة الماجستير بعنوان” قضية الوضوح والغموض في الشعر العربي وموقف النقاد منها” في  11/11/ 1409هـ (1989م).
- حصل على شهادة الدكتوراة في النقد الأدبي الحديث من كلية اللغة العربية، بجامعة الإمام محمد بن سعود بالرياض، وكانت رسالة الدكتوراة بعنوان” الأصالة والمحاكاة في نقد الشعر العربي الحديث” في 20/7/1417هـ (1997م).[3]

## العمل
- أستاذ النقد الأدبي بقسم اللغة العربية وآدابها كلية العلوم الإنسانية والاجتماعية في جامعة الملك سعود.[4]
- رئيس جمعية الأدب السعودية منذ تأسيسها عام 2021م.[5]

## مؤلفاته

### الكتب
- الأنواع الأدبية: تفاصيلها وتراتيبها، مركز بحوث كلية الآداب بجامعة الملك سعود، الرياض، 1425هـ/2004م.
- الشاعر والذات المستبدة، عالم الكتب الحديث، 1431هـ/2010م.
- القارئ القياسي: سلطة القصد والمصطلح والنموذج: مقاربات في التراث النقدي، دار الفارابي، بيروت، 1429هـ/2008م.
- مجازات الحداثة: قراءة في القصة السعودية والخليجية، نادي المدينة الأدبي والدار العربية للعلوم، بيروت، 1431هـ/2010م.[6]
- الرواية العربية والتنوير. صدر عن دار الفارابي 2012.[7]
- آفاق النظرية الأدبية: من المحاكاة إلى التفكيكية. صدر عن دار التنوير 2016.[8]
- سجون الثقافة. صدر عن دار التنوير 2019.[9]
- «قيم الدراسات الأدبية» تأليف: رونان ماكدونالد (ترجمة)، 2024م.[10]

### البحوث
- البلاغة العربية من حيث موقف تلق.
- إستراتيجية «القصد والغرض».
- القارئ القياسي.
- تيار الوعي في القصة السعودية القصيرة.
- طاهر زمخشري بين النقاد.
- مدار الفاعلية في شعر العواد.
- منظور التناص وحوارية الإقصاء الفني للهيمنة.
- الوعي بالشعر لدى رواد التحديث في الشعر السعودي.[11]

## وصلات خارجية
- أ.د. صالح زيّاد الغامدي